# Always (2011)
Always (em coreano:오직 그대만, O-jik geu-dae-man; lit. "Apenas tu") é um filme de drama e romance realizado na Coreia do Sul. Foi dirigido por Song Il-gon e escrito por Roh Hong-jin, Yoo Young-a e Song Il-gon. O filme estreou a 6 de outubro de 2011 no Busan International Film Festival e foi lançado a 20 de outubro do mesmo ano. No elenco principal participam o ator So Ji-sub e a atriz Han Hyo-joo. O filme conta uma triste história de amor entre um ex-lutador de artes marciais mistas e uma mulher que havia perdido a visão após um acidente enquanto conduzia.

## Enredo
O filme centraliza o ex-pugilista Cheol-min (Marcelino) (So Ji-sup) e a operadora de telemarketing Jung hwa (Han Hyo-joo). Ele fechou seu coração para o mundo, enquanto ela mantém uma alegria de viver, apesar de uma fatalidade que a levou à cegueira.
Cheol-min (So Ji-sub), um homem com um misterioso e obscuro passado, consegue um trabalho noturno como part-time enquanto assistente de um estacionamento. Enquanto Cheol-min se entretinha a ver televisão na cabine de pagamento, uma mulher chamada Jung-hwa (Han Hyo-joo) entra subitamente no compartimento. Esta oferece algo a Cheol-min e senta-se ao seu lado. Cheol-Min, apercebendo-se de que a mulher era cega, recebe com compreensão o pequeno inequívoco ocorrido, visto que Jung-Hwa julgava que se tratava do senhor que anteriormente ali cumpria o horário de trabalho.
Entretanto, na noite seguinte a mulher cega regressa novamente para continuar a assistir a série televisiva de drama. Jung-hwa pergunta sucessivamente a Cheol-min qual o ocorrido na série. A longo destes dias, Cheol-min começa a sentir-se apaixonado pela mulher. O seu passado prende-se a um acidente que alterou a sua vida.
Um dia, Cheol-min acompanha Jung-hwa para assistirem juntos a um musical. Após jantarem, Jung-hwa faz perguntas sobre o passado de Cheol-min e este responde-lhe impiedosamente repreendendo Jung-hwa com um pergunta sobre o passado dela. A sua relação depressa se torna congelada.
Vários dias mais tarde, quando o chefe de Jung-hwa a segue até casa e tenta abusar sexualmente dela, Cheol-min entra forçosamente em sua casa, deparando-se com a trágica situação em que Jung-hwa se encontrava, Chol-min bate violentamente no chefe de trabalho de Jung-hwa e expulsa-o para fora, ameaçando-o de morte. Sem resultado, Cheol-min tenta apaziguar Jung-hwa. Mais tarde, os dois vão morar juntos e começar uma vida de casal. Contudo a sua felicidade não se perpétua...

## Elenco
- So Ji-sub - Cheol-min
- Han Hyo-joo - Jung-hwa
- Kang Shin-il - Choi
- Park Cheol-min - Bang
- Wi Seung-bae - Campeão e artes marciais
- Oh Kwang-rok - Park Chang-soo
- Jo Seong-ha - Chefe da secção Choi
- Jin Goo - Proprietário da loja de cerâmica